# Llanura de Niihama
La Llanura de Niihama (新居浜平野 Niihama-heiya?) es una llanura que se encuentra en la región oriental de la Prefectura de Ehime, entre la Península de Takanawa, la Cadena Montañosa de Shikoku y el Mar Interior de Seto. 

## Características
También se la conoce como "Llanura de Dozen" (道前平野 Dōzen-heiya?), pero la directiva del Instituto de Reconocimiento Geográfico (国土地理院 Kokudo Chiri-in?) de Japón es que la denominación de la llanura llevará el nombre de la ciudad más importante ubicada dentro de sus límites. Es así que la denominación oficial que se utiliza en los mapas es tomada de la Ciudad de Niihama, por lo que figura como Llanura de Niihama. Aunque por pedido de la Ciudad de Saijo, que también se encuentra dentro de los límites de la llanura, en algunos mapas se aclara entre paréntesis el nombre alternativo de Llanura de Dozen. Este reclamo se debió a que la ciudad de Saijo, si bien tiene una población menor, la diferencia no es significativa. La denominación de Dozen se utiliza en oposición a Dogo (道後 Dōgo?), denominación que hace referencia al Onsen de Dogo (道後温泉 Dōgo-onsen?).
Entre las ciudades de Niihama y Saijo hay una zona montañosa baja que interrumpe la continuidad de la llanura, por lo que hay quienes sostienen que la denominación no es adecuada.
Se desarrollan cultivos de arroz, flores, kaki y té; también se practica la ganadería. La zona costera contaba con una plataforma no demasiado profunda, por lo que fue rellenada y convertida en una zona industrial.
- Datos: Q953644
- Multimedia: Niihama Plain / Q953644